# Pactul Fiscal European
Tratatul pentru Stabilitate, Coordonare și Guvernanță în Uniunea Economică și Monetară (TSCG), cunoscut și ca Pactul Fiscal European, este un tratat interguvernamental menit să consolideze disciplina bugetară în cadrul zonei euro. Conceput ca o versiune mai strictă a Pactului de Stabilitate și Creștere, tratatul a fost semnat la 2 martie 2012 de toate statele membre ale Uniunii Europene, cu excepția Cehiei și a Regatului Unit. Acesta a intrat în vigoare la 1 ianuarie 2013.
Pactul Fiscal reprezintă capitolul fiscal al Tratatului (Titlul III). Acesta leagă 23 de state membre: cele 20 de state membre ale zonei euro, plus Bulgaria, Danemarca și România, care au ales să adere. Este însoțit de un set de principii comune.
Statele membre obligate prin Pactul Fiscal trebuie să transpună în ordinea juridică națională prevederile acestuia. În special, bugetul național trebuie să fie echilibrat sau cu surplus, conform definiției tratatului.
Obligațiile statelor semnatare ale Pactului Fiscal includ:
- Transpunerea prevederilor tratatului în legislația națională, preferabil cu caracter constituțional sau echivalent;
- Menținerea unui buget național echilibrat sau cu surplus, conform următoarelor limite:
  - deficit bugetar general ≤ 3,0% din PIB;
  - deficit structural ≤ MTO (Obiectiv Bugetar pe Termen Mediu):
    - cel mult 0,5% din PIB pentru statele cu o datorie publică > 60% din PIB;
    - cel mult 1,0% din PIB pentru statele cu datorie ≤ 60% din PIB;

- Recalcularea MTO la fiecare trei ani, cu posibilitatea stabilirii unor obiective mai stricte;
- Instituirea unui mecanism automat de corecție pentru a remedia devierile semnificative de la obiective;
- Existența unei instituții naționale independente de monitorizare fiscală, responsabilă cu supravegherea respectării regulilor;
- Aplicarea regulii de reducere a datoriei („frâna datoriei”), conform căreia datoria publică ce depășește 60% din PIB trebuie redusă într-un ritm determinat de criteriile din Pactul de Stabilitate și Creștere.

## C0ntext
Uniunea Europeană dispune de o uniune monetară, dar nu și de o uniune fiscală. Politica monetară în zona euro (țările UE care au adoptat moneda euro) este stabilită de Banca Centrală Europeană (BCE). Prin urmare, stabilirea ratelor dobânzii de politică monetară și a măsurilor de relaxare monetară intră exclusiv în atribuțiile BCE, în timp ce impozitarea și cheltuielile guvernamentale rămân în mare parte sub controlul guvernelor naționale, în limitele bugetare echilibrate impuse de Pactul de Stabilitate și Creștere.
În octombrie 2007, președintele de atunci al BCE, Jean-Claude Trichet, a subliniat necesitatea ca Uniunea Europeană să urmărească o integrare economică și financiară mai profundă în anumite domenii (printre altele, mobilitatea și flexibilitatea forței de muncă și convergența serviciilor bancare cu amănuntul). Dacă aceste politici fiscale ar fi respectate de toate statele membre, BCE considera că acest lucru le-ar spori competitivitatea.
În iunie 2009, revista The Economist a publicat o serie de recomandări care sugerau că Europa ar trebui să înființeze o uniune fiscală, compusă din: un fond de salvare, o uniune bancară, un mecanism care să asigure aplicarea uniformă a unor politici fiscale și economice prudente de către toate statele, emiterea comună de euroobligațiuni.

## Critici
Pactul a fost criticat de unii economiști pentru lipsa de flexibilitate, considerându-se că regulile sale ar trebui aplicate pe întreg ciclul economic, nu într-un singur an fiscal. Problema principală este că țările din zona euro nu pot reacționa la șocuri economice prin modificarea politicii monetare deoarece aceasta este stabilită de Banca Centrală Europeană, nu de băncile centrale naționale. În consecință, guvernele sunt nevoite să recurgă la politica fiscală, adică la cheltuieli publice, pentru a absorbi astfel de șocuri. Criticii se tem că limitarea capacității statelor de a cheltui în perioade de recesiune ar putea accentua crizele economice și încetini redresarea.
Pe de altă parte, alți comentatori susțin că Pactul este prea flexibil. Economistul Antonio Martino scria: „Constrângerile fiscale introduse odată cu noua monedă trebuie criticate nu pentru că ar fi indezirabile, ci pentru că sunt ineficiente. Acest lucru este demonstrat de utilizarea pe scară largă a „ingineriei contabile” de către numeroase state pentru a atinge limita de deficit de 3% din PIB și de renunțarea imediată la prudența fiscală de către unele state odată ce au fost acceptate în zona euro.
Criteriile de la Maastricht au fost aplicate inconsistent: Consiliul Uniunii nu a impus sancțiuni primelor două state care au încălcat pragul de 3% (Franța și Germania) în timp ce în cazul Portugaliei (2002) și Greciei (2005) au fost declanșate proceduri punitive (deși sancțiunile financiare nu au fost aplicate efectiv). Aplicarea Pactului s-a dovedit dificilă în cazul unor state membre cu influență economică semnificativă, precum Franța și Germania, care au fost printre susținătorii inițiali ai acestuia. Acestea au înregistrat în mod repetat deficite considerate „excesive” conform definiției Pactului. Printre factorii care au contribuit la lipsa sancțiunilor se numără influența politică și ponderea voturilor acestor state în Consiliu, dificultatea aplicării presiunilor publice, un angajament variabil față de integrarea fiscală, precum și specificul unor economii naționale mai mari, unde cheltuielile publice au un rol mai important.